# Bhesa sinica
Bhesa sinica  es una especie de planta de flores perteneciente a la familia  Celastraceae. Es endémica de China.

## Fuente
- World Conservation Monitoring Centre 1998.  Bhesa sinica.   2006 IUCN Red List of Threatened Species.    Bajado el 20-08-07.